# Moya Brennan
Moya Brennan, vlastním jménem Máire Ní Bhraonáin [Moya Ní Vrínáin], irská zpěvačka, skladatelka a klávesistka, která se narodila 4. srpna 1952 jako první dítě z devíti (Máire, Ciarán, Pól, Deirdre, Eithne, Olive, Bartley, Leon, Brídín) v malé vesničce Dore v Gweedorském regionu Donegalského hrabství na severozápadě Irské republiky.

## Diskografie
- Máire (1992)
- Misty Eyed Adventures (1994)
- Perfect Time (1998)
- Whisper To The Wild Water (1999)
- New Irish Hymns (2002) (Joanne Hogg a Margaret Becker)
- Two Horizons (2003)
- Óró - A Live Session (2005)
- An Irish Christmas (2005)
- Signature (2006)